# 3 Türken und ein Baby
3 Türken und ein Baby oder auch 3 Türken & ein Baby ist eine deutsche Filmkomödie von Sinan Akkuş aus dem Jahr 2015. Die Hauptrollen sind mit Kostja Ullmann, Kida Ramadan, Eko Fresh  und Jytte-Merle Böhrnsen besetzt.
Die Uraufführung des Films fand am 13. Januar 2015 im Main-Taunus-Zentrum statt. Der Kinostart erfolgte am 22. Januar 2015 und der Film erschien in mehreren Ländern auf dem Video-on-Demand-Dienst Netflix. In Deutschland war er ab dem 1. September 2018 bei Netflix zu sehen.

## Inhalt
Die längst erwachsenen deutsch-türkischen Brüder Celal, Sami und Mesut leben noch immer zusammen in der Wohnung ihrer Eltern in Frankfurt am Main und betreiben erfolglos das geerbte Brautmodengeschäft. Celal kommt zudem nicht über die Trennung von seiner Ex-Freundin hinweg und will ein Handy-Geschäft eröffnen, hat aber das gemeinsame Erbe verzockt. Sami sehnt sich nach einer Frau. Allerdings gehen seine ersten Dates aufgrund seiner schnell aufkeimenden Wut oftmals in die Hose. Der jüngste Bruder Mesut träumt von einer Karriere als erfolgreicher Musiker. Dies passt aber nicht mit seinem seit Kurzem gefassten Entschluss zusammen, sich strenger an die Regeln des Korans zu halten.
Die Problemlage der drei Brüder verschärft sich noch, als ihnen plötzlich die Aufgabe zufällt, sich um ein Baby kümmern zu müssen. Im Schnelldurchlauf müssen die drei Männer Verantwortung übernehmen und die Aufgaben und Pflichten eines Vaters erlernen, was zu ungeahnten Folgen führt.

## Rezeption
Birgit Roschy vom epd vergibt 3 von 5 Punkten und lobt die Leichtigkeit der Inszenierung und freche Pointen, kritisiert aber auch „Lückenfüller“ und das „biedere Happy-End“.
Sie kommt zum Fazit, „insgesamt aber dennoch eine Komödie, die immerhin mehr durch ihre originellen Einfälle als ihre Fadheiten im Gedächtnis bleibt.“
Bianka Piringer von Spielfilm.de hingegen vergibt nur 1 von 5 Sternen und zieht das Fazit: „Die Komödie wirkt mit ihren naiven, oberflächlich gezeichneten Figuren weltfremd und hölzern. Ihre Geschichte besteht aus zu vielen Einzelthemen, die für Herzlichkeit und Charme keinen Platz lassen.“

## Auszeichnungen
- 2015: Nominierung für den CIVIS-Kinopreis
- 2015: Deutsche Film- und Medienbewertung (FBW) – Prädikat „wertvoll“

## Sonstiges
- Sinan Akkuş hat in dem Film einen Cameo-Auftritt als Polizist.
- Bereits im Juli 2010 wurde, laut dem Podcast Medien-KuH, der Titel von Sinan Akkuş geschützt.[7]
- Celo & Abdi haben in dem Film einen Cameo-Auftritt als Autokäufer.